# 안드로메다자리 6
안드로메다자리 6(6 Andromedae / 6 And)는 안드로메다자리의 항성으로 겉보기 등급은 +5.91 등급이다. 지구에서 111 광년 떨어져 있다.

## 참고 자료
- 안드로메다자리 6의 사진[깨진 링크(과거 내용 찾기)]